# Pohár mistrů evropských zemí 1974/1975
Sezóna 1974/75 byla 20. ročníkem Poháru mistrů evropských zemí. Jejím vítězem se stal německý klub FC Bayern Mnichov, který tak obhájil titul z minulého ročníku.

## První kolo
| Domácí v 1. zápase    | Celkem   | Hosté v 1. zápase | 1. zápas | 2. zápas |
| --------------------- | -------- | ----------------- | -------- | -------- |
| Hvidovre              | 1–2      | Ruch Chorzów      | 0–0      | 1–2      |
| Jeunesse Esch         | 2–5      | Fenerbahçe SK     | 2–3      | 0–2      |
| Hajduk Split          | 9–1      | Keflavík          | 7–1      | 2–0      |
| Saint-Étienne         | 3–1      | Sporting CP       | 2–0      | 1–1      |
| FC Bayern Mnichov     |          | –                 | –        | –        |
| Magdeburg             |          | –                 | –        | –        |
| Cork Celtic FC        | (kont.)1 | Omonia            | –        | –        |
| Viking                | 2–6      | Ararat Jerevan    | 0–2      | 2–4      |
| PFK Levski Sofia      | 1–7      | Újpesti Dózsa     | 0–3      | 1–4      |
| Leeds United FC       | 5–3      | Zürich            | 4–1      | 1–2      |
| Slovan Bratislava     | 5–5 (v)  | RSC Anderlecht    | 4–2      | 1–3      |
| Celtic FC             | 1–3      | Olympiakos Pireus | 1–1      | 0–2      |
| Feyenoord             | 11–1     | Coleraine FC      | 7–0      | 4–1      |
| VÖEST Linz            | 0–5      | Barcelona         | 0–0      | 0–5      |
| Valletta              | 2–4      | HJK Helsinki      | 1–0      | 1–4      |
| Universitatea Craiova | 3–4      | Åtvidaberg        | 2–1      | 1–3      |

1 Omonia se vzdala účasti kvůli politické situaci na Kypru.

## Druhé kolo

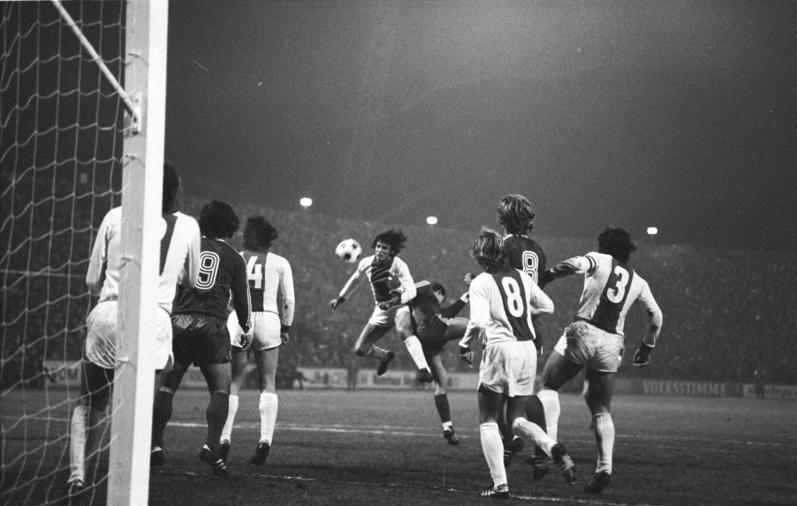
1. FC Magdeburg vs. FC Bayern Mnichov

| Domácí v 1. zápase | Celkem | Hosté v 1. zápase | 1. zápas | 2. zápas |
| ------------------ | ------ | ----------------- | -------- | -------- |
| Ruch Chorzów       | 4–1    | Fenerbahçe SK     | 2–1      | 2–0      |
| Hajduk Split       | 5–6    | Saint-Étienne     | 4–1      | 1–5      |
| FC Bayern Mnichov  | 5–3    | Magdeburg         | 3–2      | 2–1      |
| Cork Celtic FC     | 1–7    | Ararat Jerevan    | 1–2      | 0–5      |
| Újpesti Dózsa      | 1–5    | Leeds United FC   | 1–2      | 0–3      |
| RSC Anderlecht     | 5–4    | Olympiakos Pireus | 5–1      | 0–3      |
| Feyenoord          | 0–3    | Barcelona         | 0–0      | 0–3      |
| HJK Helsinki       | 0–4    | Åtvidaberg        | 0–3      | 0–1      |

## Čtvrtfinále
| Domácí v 1. zápase | Celkem | Hosté v 1. zápase | 1. zápas | 2. zápas |
| ------------------ | ------ | ----------------- | -------- | -------- |
| Ruch Chorzów       | 3–4    | Saint-Étienne     | 3–2      | 0–2      |
| FC Bayern Mnichov  | 2–1    | Ararat Jerevan    | 2–0      | 0–1      |
| Leeds United FC    | 4–0    | RSC Anderlecht    | 3–0      | 1–0      |
| Barcelona          | 5–0    | Åtvidaberg        | 2–0      | 3–0      |

## Semifinále
| Domácí v 1. zápase | Celkem | Hosté v 1. zápase | 1. zápas | 2. zápas |
| ------------------ | ------ | ----------------- | -------- | -------- |
| Saint-Étienne      | 0–2    | FC Bayern Mnichov | 0–0      | 0–2      |
| Leeds United FC    | 3–2    | Barcelona         | 2–1      | 1–1      |

## Finále
| 28. května 1975                |        |                 |                                                                              |
| FC Bayern Mnichov              | 2 – 0  | Leeds United FC | Parc des Princes, Paříž diváci: 50 000 rozhodčí: Michel Kitabdjian (Francie) |
| Franz Roth 71' Gerd Müller 81' | Report |                 | Parc des Princes, Paříž diváci: 50 000 rozhodčí: Michel Kitabdjian (Francie) |

## Vítěz
| Pohár mistrů evropských zemí 1974/75 FC Bayern Mnichov (2. titul) Sepp Maier, Björn Andersson, Bernd Dürnberger, Hans-Georg Schwarzenbeck, Franz Beckenbauer , Franz Roth, Conny Torstensson, Rainer Zobel, Gerd Müller, Uli Hoeneß, Jupp Kapellmann, Klaus Wunder, Sepp Weiß, Karl-Heinz Rummenigge, Günther Weiß, Hugo Robl, Johnny Hansen Manager: Dettmar Cramer |